# Unterseeboot 999
L'Unterseeboot 999 ou U-999 est un sous-marin allemand (U-Boot) de type VIIC/41 utilisé par la Kriegsmarine pendant la Seconde Guerre mondiale.
Le sous-marin est commandé le 14 octobre 1941 à Hambourg (Blohm + Voss), sa quille posée le 19 décembre 1942, il est lancé le 17 septembre 1943 et mis en service le 21 octobre 1943, sous le commandement de l'Oberleutnant zur See Hermann Hansen.
L'U-999 n'endommage ni ne coule aucun navire au cours de l'unique patrouille (37 jours en mer) qu'il effectue.
Il est sabordé en mai 1945.

## Conception
Unterseeboot type VII, l'U-999 avait un déplacement de 769 tonnes en surface et 871 tonnes en plongée. Il avait une longueur hors-tout de 67,10 m, un maître-bau de 6,20 m, une hauteur de 9,60 m et un tirant d'eau de 4,74 m. Le sous-marin était propulsé par deux hélices de 1,23 m, deux moteurs diesel Germaniawerft M6V 40/46 de 6 cylindres en ligne de 1 400 cv à 470 tr/min, produisant un total de 2 060 à 2 350 kW en surface et de deux moteurs électriques Brown, Boveri & Cie GG UB 720/8 de 375 cv à 295 tr/min, produisant un total 550 kW, en plongée. Le sous-marin avait une vitesse en surface de 17,7 nœuds (32,8 km/h) et une vitesse de 7,6 nœuds (14,1 km/h) en plongée. Immergé, il avait un rayon d'action de 80 milles marins (150 km) à 4 nœuds (7,4 km/h; 4,6 milles par heure) et pouvait atteindre une profondeur de 230 m. En surface son rayon d'action était de 8 500 milles nautiques (soit 15 700 km) à 10 nœuds (19 km/h).
L'U-999 était équipé de cinq tubes lance-torpilles de 53,3 cm (quatre montés à l'avant et un à l'arrière) et embarquait quatorze torpilles. Il était équipé d'un canon de 8,8 cm SK C/35 (220 coups), d'un canon antiaérien de 20 mm Flak et d'un canon 37 mm Flak M/42 qui tire à 15 350 mètres avec une cadence théorique de 50 coups par minute. Il pouvait transporter 26 mines TMA ou 39 mines TMB. Son équipage comprenait 4 officiers et 40 à 56 sous-mariniers.

## Historique
Il passe sa période d'entraînement initial à la 5. Unterseebootsflottille, puis il rejoint son unité de combat dans la 6. Unterseebootsflottille jusqu'au 30 juin 1944. Il évolue ensuite dans la 24. Unterseebootsflottille puis dans la 31. Unterseebootsflottille comme bateau d'entrainement.
Son unique patrouille de guerre se déroule du 8 au 27 juin 1944, soit 20 jours en mer. L'U-999 navigue en mer du Nord, sans succès.
Il sert ensuite de navire de formation des équipages jusqu'au 5 mai 1945. Date à laquelle l'U-999 est sabordé dans le fjord de Flensbourg, à la position géographique 54° 50′ N, 9° 49′ O, suivant les ordres de l'amiral Karl Dönitz (opération Regenbogen), pour éviter sa capture par les forces alliées.
L'épave est renflouée et démolie en 1948.

## Affectations
- 5. Unterseebootsflottille du 21 octobre 1943 au 31 mai 1944 (Période de formation).
- 6. Unterseebootsflottille du 1er juin 1944 au 30 juin 1944 (Unité combattante).
- 24. Unterseebootsflottille du 1er juillet 1944 au 28 février 1945 (Période de formation).
- 31. Unterseebootsflottille du 1er mars 1945 au 5 mai 1945 (Période de formation).

## Commandement
- Oberleutnant zur See Hermann Hansen du 21 octobre 1943 au 15 juillet 1944.
- Oberleutnant zur See Wilhelm Peters du 16 juillet 1944 à novembre 1944.
- Oberleutnant zur See Wolfgang Heibges de novembre 1944 au 5 mai 1945.

## Patrouille(s)
|       | Commandant             | Départ           | Départ       | Arrivée          | Arrivée      | Jours    | Succès |
| ----- | ---------------------- | ---------------- | ------------ | ---------------- | ------------ | -------- | ------ |
|       | Oblt. Hermann Hansen   | 24 mai 1944      | Kiel         | 26 mai 1944      | Arendal      | 3 jours  |        |
| 1     | Oblt. Hermann Hansen   | 8 juin 1944      | Arendal      | 27 juin 1944     | Kristiansand | 20 jours |        |
|       | Oblt. Hermann Hansen   | 1er juillet 1944 | Kristiansand | 1er juillet 1944 | Bergen       | 1 jours  |        |
|       | Oblt. Hermann Hansen   | 3 juillet 1944   | Bergen       | 4 juillet 1944   | Marviken     | 2 jours  |        |
|       | Oblt. Hermann Hansen   | 6 juillet 1944   | Marviken     | 8 juillet 1944   | Kiel         | 3 jours  |        |
|       | Oblt. Wolfgang Heibges | 14 mars 1945     | Kiel         | 16 mars 1945     | Warnemünde   | 3 jours  |        |
|       | Oblt. Wolfgang Heibges | 30 mars 1945     | Warnemünde   | 1er avril 1945   | Hambourg     | 3 jours  |        |
|       | Oblt. Wolfgang Heibges | 28 avril 1945    | Hambourg     | 28 avril 1945    | Kiel         | 1 jours  |        |
|       | Oblt. Wolfgang Heibges | 3 mai 1945       | Kiel         | 3 mai 1945       | Flensbourg   | 1 jours  |        |
| Total | Total                  | Total            | Total        | Total            | Total        | 37 jours | 0 t    |

Note : Oblt. = Oberleutnant zur See